# 25毫米榴彈

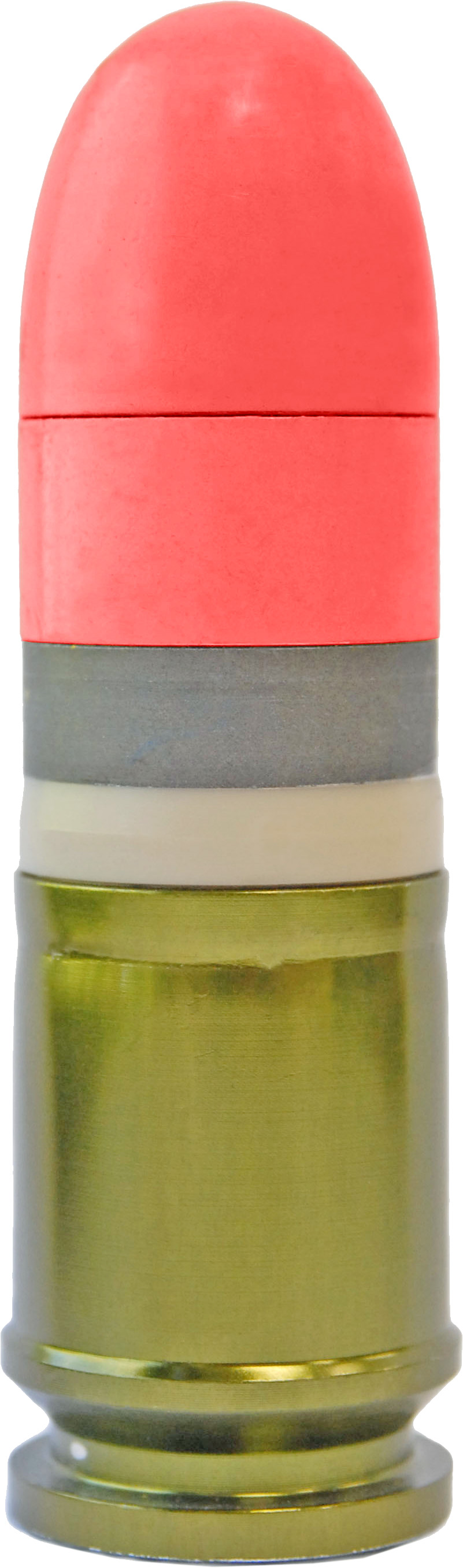
XM25榴彈發射器的穿甲彈藥。

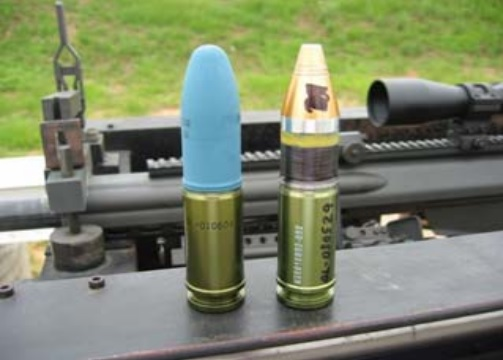
25×59毫米XM1050訓練彈和XM1049高爆雙用途彈。

25毫米榴彈是一種為XM29理想單兵戰鬥武器（OICW）項目而專門開發的新型軍用炸藥彈藥口徑，被一部份目前仍在研發的現代榴彈發射器所使用，將會在美國軍隊內服役。OICW從1990年代末到21世紀初是由阿連特科技系統公司（ATK）和黑克勒-科赫公司聯合開發。這種特殊榴彈的彈道軌跡相對於以往廣泛使用的40毫米榴彈更為平坦，而且並要按照在OICW計劃中的要求，可以通過調整榴彈發射器的火控系統使編程裝置給榴彈設定引信的編制程序使它達到在目標空中或附近引爆，使得它比傳統榴彈有更大範圍殺傷力的效果。

## 技術
過去的榴彈發射器只有在撞擊物件以後才爆炸，但當使用25×59毫米高爆空炸彈藥的時候，榴彈可以在空中爆炸。爆炸距離可以通過調整榴彈發射器的火控系統使編程裝置給榴彈設定引信的編制程序使它達到在目標空中或附近引爆。25×59毫米榴彈的精度達±38.1毫米（1.5英寸），槍口初速大約為425米／秒（1,394.36英尺／秒）。
後來，由於XM29 OICW原來發射的20×28毫米榴彈的火力太弱，因此決定以25×59毫米榴彈作為基礎，縮小彈殼和彈藥的全長，作為低速彈藥衍生型並且給XM29和XM25使用。為了避免出現混淆，25×59毫米低速彈藥的火力仍然超過25×40毫米彈藥。25×40毫米榴彈的槍口初速大約為210 米／秒（688.98英尺／秒）。

## 25×59毫米彈藥
- XM1019 HEAB（高爆空炸弹）—（燃料空氣烈性炸彈）
- XM1047 空白（非致命弹）
- XM1049 HEDP（高爆雙用途彈）—（锥形装药）
- XM1050 TP（訓練彈）—（沒有彈頭）
- XM1051 SP-S（空爆閃光彈）

## 25×40毫米彈藥
- 高爆空炸弹（英語：High Explosive Air Burst，HEAB）—（燃料空氣烈性炸彈）
- 反人員彈（鋼矛霰彈）
- 破門彈
- 穿甲彈（英語：Armor-piercing，AP）—（锥形装药）
- 非致命弹（鈍彈）—（鈍而不致命）
- 非致命弹（空爆（英语：Airburst round））—（空爆閃光彈）
- 训练弹—（沒有彈頭）

## 使用枪械
- XM307自動榴彈發射器（25×59毫米彈藥）
- 巴雷特XM109狙擊榴彈發射器（25×59毫米彈藥）
- XM29 OICW（25×40毫米彈藥）
- XM25反防禦目標應對系統（25×40毫米彈藥）

黑克勒-科赫也正在考慮為正為AG36A1作預留設計空間以適應及使用未來的25×40毫米口徑空爆榴彈。

## 資料來源
1. ↑  .   [2011-01-22]. （原始内容存档于2006-10-03）.
2. ↑  .   [2011-01-22]. （原始内容存档于2010-12-16）.

## 外部連結
- （英文）—Global Security—25 mm ammunition—Objective Crew Served Weapon (OCSW)（页面存档备份，存于）
- （英文）—Global Security—M109 Anti-Materiel Payload Rifle (AMPR)（页面存档备份，存于）
- （英文）—Global Security—XM25 Airburst Weapons System（页面存档备份，存于）
- （英文）—Global Security—XM29 Integrated Air Burst Weapon（页面存档备份，存于）
- （英文）—Strategy Page—XM-25 Grenade Launcher（页面存档备份，存于）
- （英文）—pdf mit XM25 Counter Defilade Target Engagement System